# Alain Bianchin (restaurant)
Alain Bianchin est un restaurant une étoile  Michelin situé dans le hameau belge de Notre-Dame-au-Bois,. Il porte le nom éponyme du chef Alain Bianchin.

## Étoiles Michelin
- Depuis 2016

## Gault et Millau
- 16,5/20